# 7366 Agata
7366 Agata eller 1996 UY är en asteroid i huvudbältet som upptäcktes den 20 oktober 1996 av den japanska astronomen Takao Kobayashi vid Ōizumi-observatoriet. Den är uppkallad efter Hidehiko Agata.
Asteroiden har en diameter på ungefär 24 kilometer och den tillhör asteroidgruppen Hygiea.